# What's New Pussycat?
What's New, Pussycat (¿Qué hay de nuevo, Pussycat?, en Hispanoamérica; ¿Qué tal, Pussycat?, en España) es una película cómica de 1965, que supuso el debut cinematográfico de Woody Allen como actor y guionista, además de satirizar el espíritu swinger de mediados de los sesenta. Dirigida por Clive Donner y protagonizada por Peter O'Toole y Peter Sellers.

## Argumento
El famoso mujeriego Michael James quiere ser fiel a su prometida Carole Werner, pero la mayoría de las mujeres que conoce se sienten atraídas por él, entre ellas la neurótica bailarina exótica Liz Bien y la paracaidista Rita, que aterriza accidentalmente en su coche. Su psicoanalista , el doctor Fritz Fassbender, no puede ayudarle, ya que está persiguiendo a la paciente Renée Lefebvre, que a su vez anhela a Michael. Carole, mientras tanto, decide poner celoso a Michael coqueteando con su amigo, un manojo de nervios, Victor Shakapopulis. Victor lucha por ser romántico, pero Carole, no obstante, finge interés.
Fassbender sigue teniendo reuniones grupales con sus neuróticos y obsesivos y no puede entender por qué todos se enamoran de Michael. Las sesiones grupales se vuelven más extrañas, incluido un partido de cricket en un salón de juegos . Michael sueña que todas sus conquistas sexuales lo bombardean simultáneamente para llamar su atención, enumerando los lugares donde tuvieron relaciones sexuales.
Una noche, Fassbender va al Sena , llena un bote de remos con queroseno y se envuelve en la bandera noruega , preparándose para suicidarse al estilo de un funeral vikingo . Víctor, que ha instalado una pequeña mesa de comedor cerca, le pregunta qué está haciendo. Distraído, Fassbender olvida su idea del suicidio y comienza a darle consejos a Víctor. A pesar de sus intentos de mujeriego, se revela que Fassbender está casado y tiene tres hijos.
Mientras tanto, el plan de Carole parece funcionar y Michael le pide matrimonio. Ella acepta y deciden casarse en una semana. Ella se muda con Michael, pero a él le resulta imposible serle fiel. Cuando Liz se presenta como la prometida de Michael, Carole se indigna. Simultáneamente, Rita se lanza en paracaídas en el auto deportivo descapotable de Michael y los dos se alojan en un pequeño hotel rural, aunque él se resiste a sus intentos de seducirlo.
Poco a poco, todos los participantes van llegando al hotel; algunos se registran, pero la mayoría simplemente aparecen. Entre ellos se encuentran los padres de Carole, que deambulan por los pasillos, lo que hace que Michael salte de una habitación a otra. También circula un rumor local de que se está celebrando una orgía en el hotel, por lo que aparecen personajes secundarios como el encargado de la gasolinera. Carole llega y quiere ver la habitación de Michael. Mientras hablan, todos los demás participantes se persiguen entre sí en el fondo. La autoritaria esposa de Fassbender, Anna, lo sigue.
Todos terminan en la habitación de Michael y la mayoría de las mujeres están semidesnudas. Cuando la policía llega y forma una fila, Anna, vestida como una valquiria y blandiendo una lanza, lidera al grupo a través de la policía. Todos escapan a un circuito de karts . Dejan el circuito y van primero a una granja, luego a través de las estrechas calles del pueblo todavía en los karts, luego regresan al circuito.
Después de que un alcalde casa a Michael y Carole en una ceremonia de matrimonio civil, la pareja está firmando el certificado de matrimonio cuando Michael llama a la joven oficial del registro civil "gatita", lo que enfurece a Carole. Se van y Fassbender intenta cortejarla en su lugar.

## Reparto
| Intérprete       | Personaje                                                |
| ---------------- | -------------------------------------------------------- |
| Peter Sellers    | Dr. Fritz Fassbender                                     |
| Peter O'Toole    | Michael James                                            |
| Romy Schneider   | Carole                                                   |
| Capucine         | Renée                                                    |
| Paula Prentiss   | Liz                                                      |
| Woody Allen      | Víctor                                                   |
| Ursula Andress   | Rita                                                     |
| Edra Gale        | Anna Fassbender                                          |
| Michel Subor     | Philippe                                                 |
| Katrin Schaake   | Jacqueline                                               |
| Eléonore Hirt    | Sra. Werner                                              |
| Jean Parédès     | Marcel                                                   |
| Jacques Balutin  | Etienne                                                  |
| Jess Hahn        | Sr. Werner                                               |
| Howard Vernon    | Doctor                                                   |
| Françoise Hardy  | Asistente del alcalde                                    |
| Jacqueline Fogot | Charlotte                                                |
| Tanya Lopert     | Como la Sra. Lewis                                       |
| Daniel Emilfork  | Hombre de la gasolinera                                  |
| Sabine Sun       | Como la enfermera                                        |
| Richard Burton   | Cameo como un hombre en el bar de un club de striptease. |

## Producción

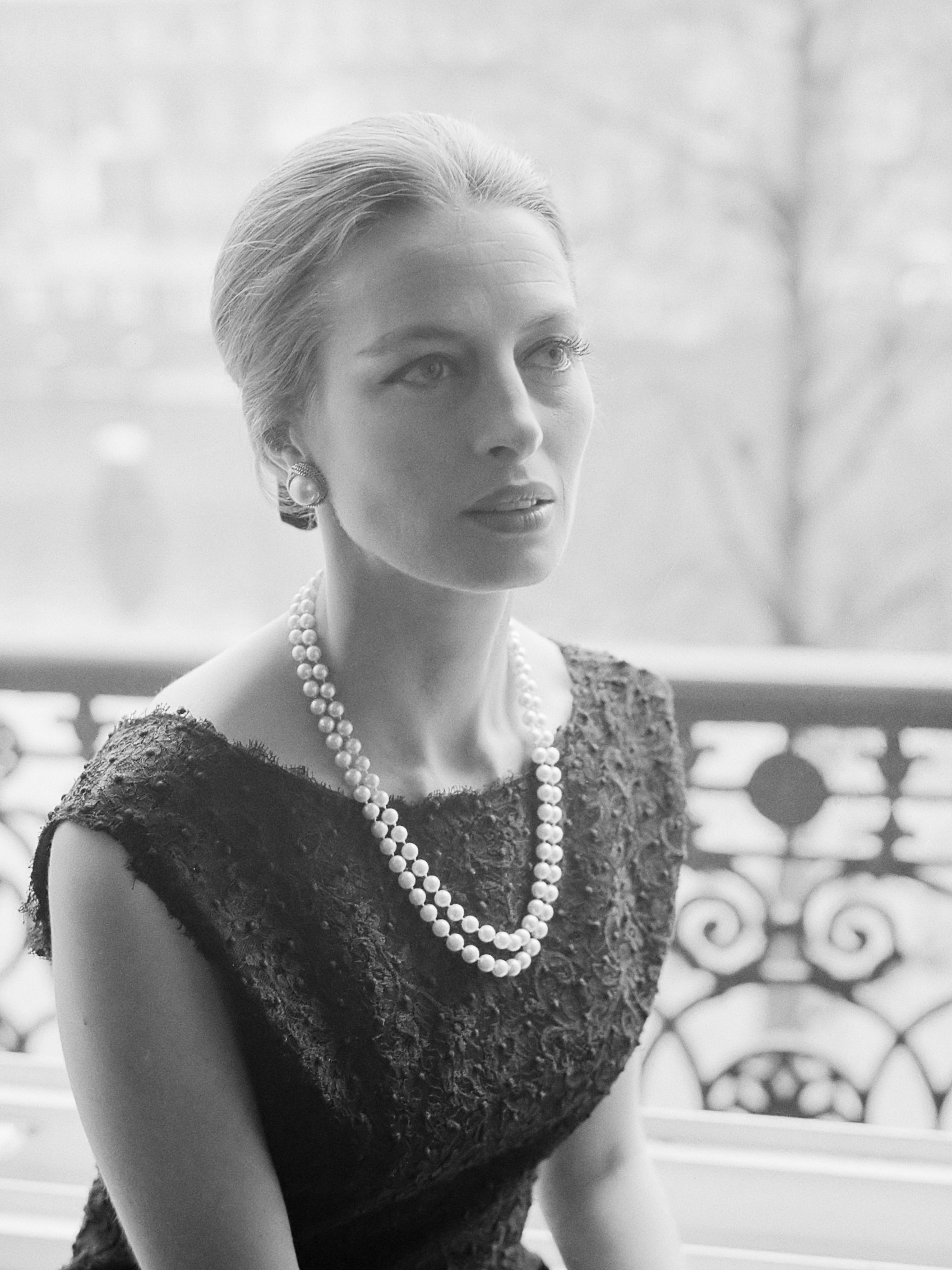
Capucine (25 de abril de 1962)

A mitad de la película, Allen se desvinculó del guion, tanto los productores como los actores querían modificar los diálogos. Allen se cansó de seguir reescribiendo escenas y se limitó a retocar sus propios argumentos. La película que se estrenó en los cines se parecía muy poco a lo que Allen había escrito originalmente.
Woody Allen comentó respecto a esta película: 

Los productores nunca comprendieron el guion, ni una sola palabra. Y claro, yo no tenía ni voz ni voto. Solo con alzar la voz me harían callar o me echarían. Así pues, no me gustó la experiencia y no me gustó la película.[cita requerida]